# 龙华塔
31°10′32″N 121°26′50″E / 31.175577°N 121.447319°E
龙华塔，位于中國上海市徐汇区，是一座八角砖木塔，据传最早建于三国时期，现存塔结构建成于北宋。该塔在历史上进行过多次整修，但在历代整修过程中被添加了大量非宋代风格的结构。中华人民共和国成立后，这些后来添加的结构被先后拆除，并依照宋代风格重建，基本恢复了塔的原貌。1959年5月26日和1977年12月7日，该塔先后两次被公布为上海市文物保护单位，2006年5月25日，被国务院公布为第六批全国重点文物保护单位。

## 历史

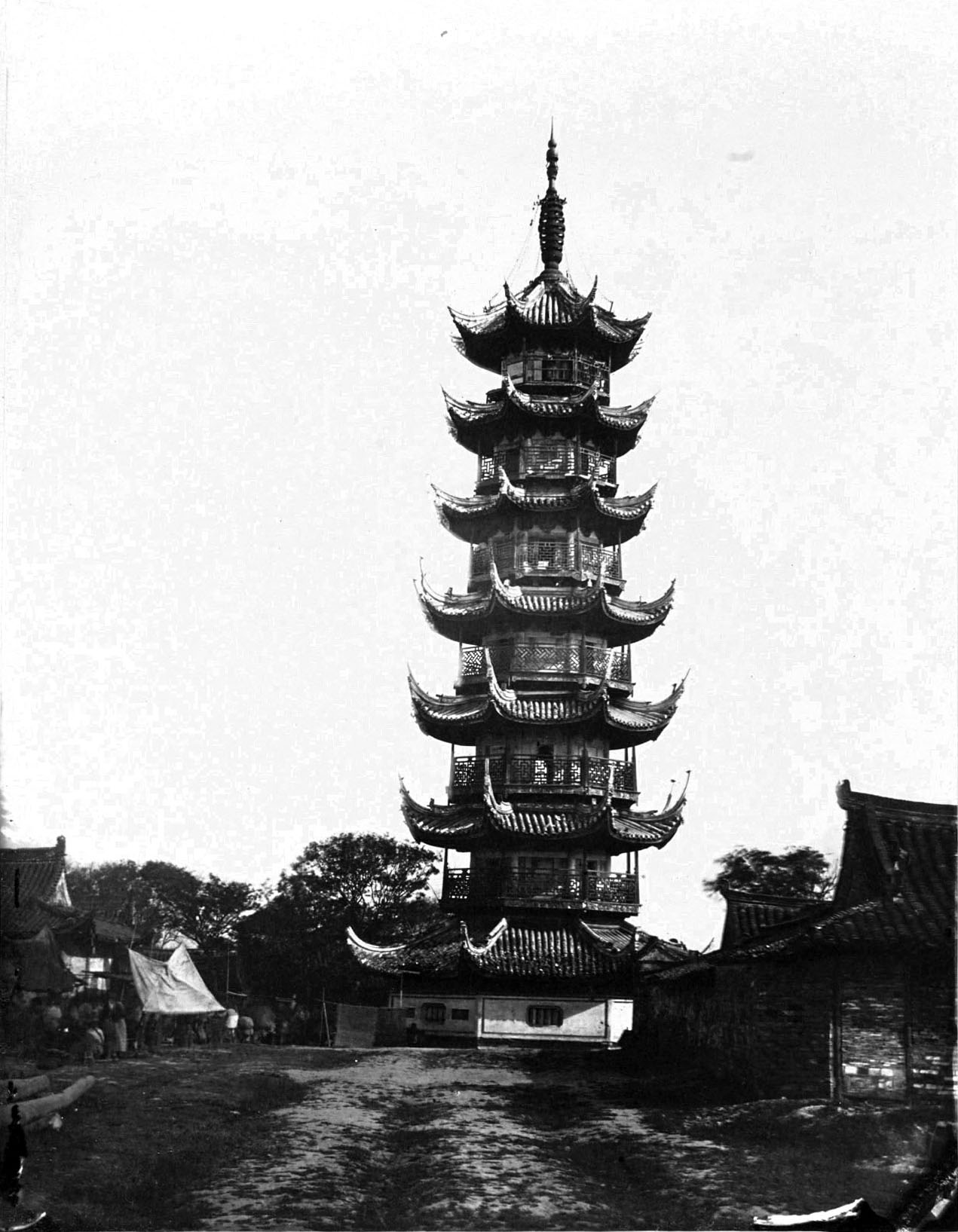
龙华塔（1875年或1876年）

龙华塔，古称“文笔峰”，相传与龙华寺一同始建于三国时期的吴赤乌五年至十年（242年－247年），主要用于收藏请得的五色佛舍利。唐垂拱三年（687年）时敕令修葺，广明元年（880年）在黄巢起义中被大火烧毁，现存的塔的主体结构实为北宋太平兴国二年（977年）时由吴越国国王钱俶主持修建。该塔刚建成时位于龙华寺内，曾于北宋治平三年（1066年）、南宋绍兴十七年（1147年）被修葺。元末兵乱中龙华寺被毁，而塔得以幸免。此后龙华塔于明万历十九年（1591年）、崇祯三年（1630年）、清康熙七年（1668年），康熙四十年（1701年）、道光七年（1827年）进行过维修。光绪十七年（1891年）时，当地修筑龙华路，该路穿过原有寺址，将塔与寺分隔于路的南北两侧，此后塔的周围新建起一座塔院。光绪十八年（1892年）时，该塔遭受火灾，底层围廊焚毁，龙华寺中有名善于作画的僧人就将自己的画作出售，换得钱财来修复古塔。
1920年时，龙华寺内驻扎军队，僧人大多被驱逐。当年，驻军团长张慕韩与龙华寺僧人元照专门募款修缮龙华塔，在修造的过程中拆除了龙华塔原有的木栏杆，代之以水泥钢筋造平座和栏杆，在围廊外再加围墙。由于张慕韩听信民间传说此塔是孙权为报母养育之恩而建，就题匾额“报恩塔”，将其悬在塔门上。1926年，龙华塔遭到雷击，第三层和第四层的护栏被击毁，第五、六、七层的塔柱和塔基被雷击裂。抗日战争时期，宝塔有所受损，1945年，黄金荣、张方庚等人募资重修宝塔。
中华人民共和国成立后，1954年至1955年，龙华塔被重修，重修后基本恢复了宋代原貌。1959年5月26日，龙华塔被公布为上海市文物保护单位。1962年，龙华塔再次整修。1962年9月6日清晨，一股龙卷风袭击龙华，擦过龙华塔向西北行进，塔身并未受损。1966年8月25日，一群戴着红臂章的人用绳子套在龙华塔上，试图用拖拉机拉倒龙华塔，在失败后又试图用汽油焚烧该塔，最终在当地居民的阻止下才作罢。8月27日下午，龙华塔上被人贴了小字报，报上以“破四旧”的名义声称要前来毁塔，龙华镇党委和镇人民委员会随即组织人力进行防范。第二天，当地人在塔的南、北、西三个方向悬挂了巨幅文革政治标语，从塔顶一直垂到塔底，使得龙华塔在文革期间没有再遭到破坏。1977年12月7日，龙华塔再次被公布为上海市文物保护单位。1984年至1985年，龙华塔的塔刹因塔心木锈蚀严重而被更换。1986年，塔的保护范围和控制范围被划定，其中塔周围50米范围内为保护范围，塔东面、南面50～100米，北面50～150米为控制范围。1990年初，龙华塔顶端的塔刹再次整修，并且整个塔身上都被安装了照明设备。1999年，龙华塔上的照明设备被更新，塔身也被重新粉刷。1999年，龙华塔的塔身倾斜加剧，最大倾斜处有104厘米。2006年5月25日，龙华塔被国务院公布为全国重点文物保护单位。

## 结构
龙华塔为砖木结构，造型为楼阁式，共有7层，每层有8面，总高40.64米，砖身空筒式，外形八角，第一层为八角形内室，从第二层开始塔的内部改为四方形的内室，面积也逐层收缩。每层有4面设壸门，另外4面隐出长方形壁龛状，但是其中并没有放置佛像。壸门和壁龛相间排列，每上升一层，壶门和壁龛的方向转换45°。各层的楼板为木结构，并建有木梯，可以登至第七层。楼板下隐出砖栱，栱头卷刹分3瓣，外檐转角铺作施鸳鸯交手栱，均为宋朝形制。第六层起立一根高达18米的塔心柱，直通塔刹。底层围廊廊柱之柱头呈梭状，枋上有七朱八白的装饰，枋底作琴面状，各层栏干为卍字形，外檐翘角下悬檐铃。
塔的顶层为塔刹，由覆钵、露盘、相轮七重、宝瓶等组成，高达8米余，在刹杆处拖下4根铁制浪风索。塔的基础在底层地坪下，采用木桩，桩与桩之间满铺石子和三合土，木桩上是1层13厘米厚的垫木，其上是5层菱角牙子砖，长35.5厘米、阔16厘米、厚7.5厘米，最上面是170厘米厚共计15层的砖砌塔基，每边比塔身大70厘米。这种地基的建筑方式有利于让塔在松软的地层上更加稳固。勘察时因担心影响塔身安全而并没有继续向下探索，导致下部的情况无从得知。

## 相关保护
1953年，经上海市工务局进行勘查，发现龙华塔的塔身向北倾斜，平座水泥地面有裂缝，木结构有腐烂和脱榫现象。上海市文化局经与有关部门协商，在拟订抢修方案后着手按照宋代原样进行修复，整个修造过程参照苏州定慧寺双塔复原。本次修复工作于1954年10月20日开工，1955年4月竣工验收，修建过程中拆除明、清两代及民国时期所建不符原塔风格的附件，其中包括于明代安装的石梯和民国时安装的水泥护栏，同时排查并处理了塔内的蚁害，安装了避雷针。1984年，当地文物部门发现龙华塔的塔刹损坏严重，塔心木被白蚁严重蛀蚀，已经腐烂。上海市文物管理委员会对此拨款30余万元，由龙华寺负责修理，更换18米长的塔心木和重3.2吨由18个铁构件组成的塔刹，第六、七层被拆除重建。1985年9月，该次修复工作竣工。2010年，徐汇区人民政府决定在龙华塔周围实行建筑限高，在保护龙华塔的同时，也借以重现当地的“晚钟塔影”的景观。
出于保护考虑，龙华塔在建国后一直未对外开放。2006年的9月21日、22日和10月1日至3日，龙华塔限制性对外开放，每批限定10名，参观时间约20分钟，开放层数为第一层至第五层。由于是木质楼梯，穿高跟鞋的游客在此期间被禁止入内。